# داني هولا
داني هولا (بالهولندية: Danny Holla)‏ (31 ديسمبر 1987 هولندا - ) هو لاعب كرة قدم هولندي، يلعب كلاعب وسط.

## وصلات خارجية
داني هولا على موقع قاعدة بيانات كرة القدم.إي يو (الإنجليزية)
- داني هولا على موقع Soccerbase.com (لاعب) (الإنجليزية)
- داني هولا على موقع Soccerway.com (الإنجليزية)
- داني هولا على موقع عالم كرة القدم.نت (الإنجليزية)